# Бреа-де-Арагон
Бреа-де-Арагон (ісп. Brea de Aragón) — муніципалітет в Іспанії, у складі автономної спільноти Арагон, у провінції Сарагоса. Населення — 1854 особи (2010).
Муніципалітет розташований на відстані близько 220 км на північний схід від Мадрида, 60 км на захід від Сарагоси.

## Демографія
Динаміка населення (INE ):